# ريو أوموري
ريو أوموري (باليابانية: 大森 理生) (مواليد 21 يوليو 2002) هو لاعب كرة قدم ياباني.

## وصلات خارجية
- ريو أوموري على موقع رابطة كرة القدم اليابانية للمحترفين (اليابانية)
- ريو أوموري على موقع إي إس بي إن إف سي (الإنجليزية)
- ريو أوموري على موقع قاعدة بيانات كرة القدم.إي يو (الإنجليزية)
- ريو أوموري على موقع Soccerbase.com (لاعب) (الإنجليزية)
- ريو أوموري على موقع Soccerway.com (الإنجليزية)
- ريو أوموري على موقع عالم كرة القدم.نت (الإنجليزية)